# Ruth Sacks
Ruth Sacks (sinh năm 1977) là một nghệ sĩ Nam Phi sống và làm việc tại Johannesburg. Cô hiện là một nhà nghiên cứu sau tiến sĩ tại Sáng kiến Chủ tịch Nghiên cứu Nam Phi (SARChI) về Thay đổi Xã hội tại Đại học Fort Hare. Sacks có bằng tiến sĩ (nghệ thuật) của trường đại học Witwatersrand, nơi cô là đồng nghiệp tại Viện nghiên cứu kinh tế và xã hội Wits (WiSER). Cuốn sách nghệ sĩ thứ ba của cô, Twenty Thousand Leagues Under Seas, được ra mắt vào năm 2013. Cô là một người đoạt giải HISK ở Ghent. Cô là một trong những người điều phối không gian dự án do nghệ sĩ điều hành, Phòng trưng bày Parking, được tổ chức bởi Mạng Nghệ thuật Hình ảnh Nam Phi (VANSA) ở Johannesburg.
Triển lãm cá nhân của Sacks bao gồm Matterings tại TPO (Johannesburg, 2017), Open Endings tại TTTT (Ghent, 2015), 2.000 Mét Trên Biển tại CHR (Johannesburg, 2012), Double-Sided Accumulated tại Extraspazio (Rome, 2010), False Friends tại Kunstverein (Amsterdam, 2010) và Open Studio tại Cortex Athletico (Bourdeaux, 2007). Triển lãm nhóm quốc tế bao gồm: Future Africa: Visions in Time tại Bảo tàng quốc gia Kenya (Nairobi, 2017) và Iwalewa-Haus (Bayreuth, 2015), Thế giới đương đại: Thế giới nghệ thuật sau năm 1989 tại ZKM | Trung tâm nghệ thuật và truyền thông (Karlsruhe), 2011), Performa 09, được hỗ trợ bởi Bảo tàng Nghệ thuật Châu Phi (New York, 2009), Gian hàng Châu Phi tại Venice Biennale lần thứ 52 (Venice, 2007) và Kiến trúc 1, Nghệ thuật và Cảnh quan Biên niên sử của Canaries (Tenerife, 2006).